# Fedaiapas
De Fedaiapas (Italiaans: Passo di Fedaia) verbindt het Valle di Fassa in de Italiaanse provincie Trente met het dal van de rivier de Cordevole in de provincie Belluno. De pashoogte ligt aan de voet van de hoogste berg van de Dolomieten, de 3342 meter hoge Marmolada. De pas is het gehele jaar berijdbaar.
Vanuit Caprile voert een goede weg door het ruige Valle Pettorina waar eerst de Sottogudakloof gepasseerd moet worden. Na negen kilometer bereikt de weg Malga Ciapella, een klein wintersportcentrum. Een bergbaan gaat van hier naar de Marmoladagletscher op 3269 meter hoogte Na Malga Ciapella volgen de steilste drie kilometers van het traject over de pas (16%).
De pashoogte is een vier kilometer lange hoogvlakte, die voor het grootste deel in beslag wordt genomen door het stuwmeer Lago di Fedaia, waarin het smeltwater van de Marmoladagletscher verzameld wordt. Aan de oostzijde van de pashoogte ligt nog een klein natuurlijk meer, dat eveneens Lago di Fedaia heet. De Fedaiapas is een belangrijk uitgangspunt voor bergwandelingen naar bijvoorbeeld de Marmoladagletsjer en over de Vial del Pian naar de Pordoipas. Op de pas is ook het oorlogsmuseum Museo della Grande Guerra 1914-18 gevestigd, dat van eind mei tot eind september geopend is.
De afdaling richting Canazei in het Val di Fassa voert door het groene Valle dell'Avisio en geeft uitzicht op het massief van de Marmolada in het zuiden. Via het plaatsje Penia wordt na veertien kilometer Canazei bereikt, een belangrijke wintersportplaats. Canazei is ook het beginpunt voor de routes naar de Pordoi- en Sellapas.

## Sport
De Fedaiapas geldt als een van de zwaarste beklimmingen voor wielrenners in de Dolomieten. De Fedaiapas is meermaals opgenomen in het parcours van wielerkoers Ronde van Italië. Dit was het geval in de volgende edities waarbij de top als eerste werd gepasseerd door de genoemde wielrenner.
- 1975 :  Giancarlo Polidori
- 1987 :  Johan van der Velde
- 1989 :  Stefano Tomasini
- 1990 :  Maurizio Vandelli
- 1991 :  Marco Giovannetti
- 1993 :  Claudio Chiappucci
- 1996 :  Enrico Zaina
- 1998 :  José Jaime González Pico
- 2000 :  Francesco Casagrande
- 2001 :  Carlos Alberto Contreras
- 2002 :  Daniele De Paoli
- 2006 :  Fortunato Baliani
- 2008 :  Emanuele Sella
- 2011 :  Stefano Garzelli
- 2021 : de pas wordt net als de Passo Pordoi uit de 16de rit geschrapt omwille van het slechte weer.
- 2022 :  Alessandro Covi

## Afbeeldingen

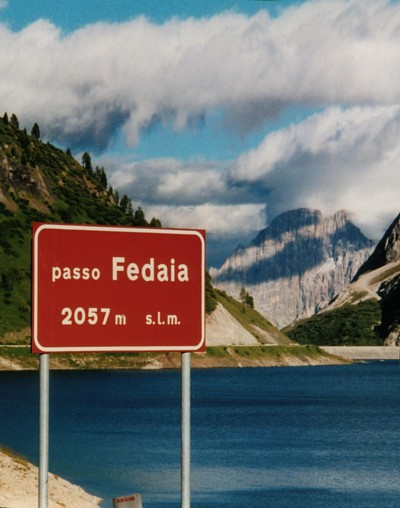
Pashoogte

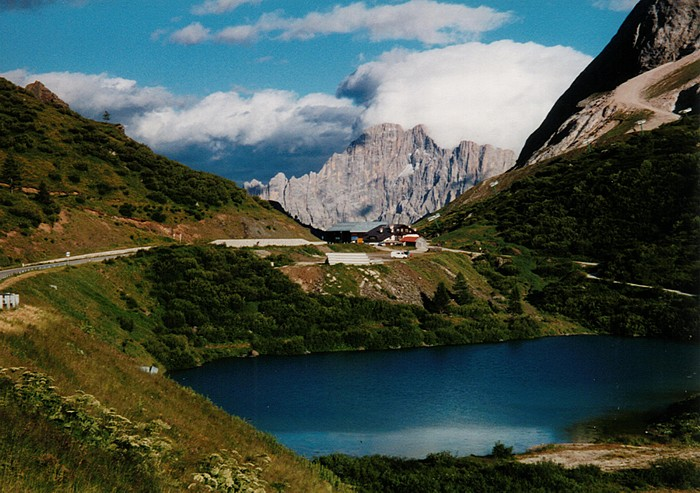
Lago di Fedaia

Agnello · Aprica · Assietta · Baremone · Brenner · Brocon · Cadibona · Capannelle · Campolongo · Costalunga · Croce Dominii · Cuvignone · Duran · Esischie · Falzarego · Fauniera · Fedaia · Finestre · Forcola di Livigno · Foscagno · Gardena · Gavia · Giau · Giogo di Bala · Grote Sint-Bernhard · Jaufen · Joux · Kleine Sint-Bernhard · Lavaze · Leonessa · Lombarda · Maddalena · Manghen · Maniva · Mendel · Montgenèvre · Mont-Cenis · Monte Cristo · Mortirolo · Nigra · Nivolet · Penser Joch · Platigliolepas · Pfitscherjoch · Plöcken · Pordoi · Pratoriscio · Predil · Presolana · Reschen · Rolle · Sampeyre · San Carlo · San Marco · San Pellegrino · San Zeno · Scale · Sella · Sestriere · Sommeiller · Splügen · Staller Sattel · Staulanza · Stelvio · Tenda · Timmelsjoch · Tonale · Tre Croci · Tremalzo · Umbrail · Val Bighera · Valcavera · Valles · Valparola · Via del Sale · Vivione · Würz